# Luis Marín
Luis Antonio Marín Murillo (La Unión, 10 agosto 1974) è un ex calciatore costaricano, di ruolo difensore centrale.

## Carriera

### Club
Debutta in Costa Rica col Carmelita nel 1992. Nel 1993 passò alla Liga Deportiva Alajuelense. Quindi passa all'Universidad San Carlos squadra guatemalteca. Nel 1999 giocò per il River Plate di Montevideo. Per la stagione 1999-2000 ritorna all'Alajuelense, con cui vince la Champions' Cup 2004. Nel 2006 firma per il Maccabi Netanya. Luis Marín si convertì, il 21 ottobre, nel primo tico che segna un gol in Israele. Dopo tre stagioni nel calcio israeliano torna alla Liga Deportiva Alajuelense per l'inizio del campionato 2009-2010.

### Nazionale
Marín è stato anche un membro della Squadra Nazionale della Costa Rica con la quale ha giocato dal 1993 al 2007 e collezionato 124 presenze, record centroamericano, è andato in competizione nella Coppa del Mondo FIFA del 2002 in Giappone e Corea del Sud (dove fu autore di un'autorete contro il Brasile) e nella Coppa del Mondo FIFA del 2006 in Germania, inoltre partecipò alla Coppa America 1997 in Bolivia, alla Coppa America 2001 in Colombia e alla Coppa America 2004 in Perù.

## Personale
È sposato con Elizabeth Chavarría, e ha tre figli, María Paula, Camila e Isaac.